# 八幡村 (広島県比婆郡)
八幡村（やはたそん）は、広島県比婆郡にあった村。現在の庄原市の一部にあたる。

## 地理
高梁川水系・東城川（成羽川）の中流域に位置していた。

## 歴史
- 1889年（明治22年）4月1日、町村制の施行により、奴可郡川鳥村、安田村、森村、田黒村、菅村、請原村が合併して村制施行し、八幡村が発足[1][2]。旧村名を継承した川鳥、安田、森、田黒、菅、請原の6大字を編成[2]。役場を大字川鳥、初代村長の持家に置いた[2]。
- 1898年（明治31年）10月1日、郡の統合により比婆郡に所属[1][2]。
- 1899年（明治32年）郷友会を組織、以後、1904年（明治37年）八幡村青年会、1905年（明治38年）八幡村青年団と変遷[2]。
- 1908年（明治41年）八幡村信用販売生産組合[2]。
- 1933年（昭和8年）役場を大字森に移転[2]。
- 1939年（昭和14年）八幡村国民保険組合設立[2]。
- 1955年（昭和30年）4月1日、比婆郡東城町・小奴可村・田森村・久代村・帝釈村、神石郡新坂村（一部）と合併し、東城町が存続して廃止された[1][2]。

### 地名の由来
合併6か村の共通の氏神八幡神社による。

## 産業
- 農業、畜産、養蚕、酒造[2]

## 交通

### 鉄道
- 1935年（昭和10年）三神線（現芸備線）小奴可まで延長し備後八幡駅開設[2]。

## 教育
- 1891年（明治24年）川鳥簡易小学校菅分教場を菅尋常小学校に改称[2]。
- 1896年（明治29年）森尋常高等小学校に八幡農業補習学校を併置[2]。1923年（大正12年）菅尋常小学校に菅農業補習学校を併置[2]。1925年（大正14年）八幡農業補習学校を廃止し、八幡村森公民学校・川鳥公民学校・菅公民学校を開設[2]。1926年（大正15年）村内の3公民学校に青年訓練所を併置[2]。1933年（昭和8年）村内3公民学校の研究科（青年訓練所）、女子部を森公民学校に統合[2]。
- 1947年（昭和22年）八幡中学校を森小学校内に開校[2]。
- 1948年（昭和23年）広島県立東城高等学校定時制八幡分校開設[2]。

## 名所・旧跡
- 川鳥八幡神社[2]